# Umaru Yar'Adua
Umaru Musa Yar'Adua (Katsina, Nigeria, 1951-Nigeria, 2010) fue un político nigeriano, nacido en Katsina, en 1951. El 29 de mayo de 2007 asumió el cargo de 4º presidente Constitucional de la República de Nigeria.

## Biografía
Miembro de una familia aristocrática de Katsina, heredó de su padre el título de Mutawallen (custodio del tesoro) del Emirato de Katsina. Estudió en Zaria en la Universidad Ahmadu Bello, la más prestigiosa y grande de Nigeria, donde obtuvo su título de licenciado en Química (1975) y Máster en Química Analítica en 1978. Fue profesor de varios colegios y universidades hasta 1983, cuando se vinculó al sector empresarial, llegando a gerenciar distintas corporaciones en los sectores agrícola, financiero y de inversiones. A la vez, desde 1979 militó en varios partidos políticos de izquierda, y ya convertido en uno de los líderes empresariales más importantes de su región postula como candidato a Gobernador del Estado de Katsina en 1991, pero resultó derrotado. En 1999 regresó a las lides electorales y consigue ser elegido Gobernador, siendo reelecto en 2003. En diciembre de 2006 fue proclamado candidato a la Presidencia por el gobernante Partido Democrático del Pueblo para las elecciones de abril de 2007, en las que arrasó con más de 24 millones de votos, es decir el 70 % del electorado. Goodluck Jonathan fue su candidato a vicepresidente. Este último asumió la presidencia del país en febrero de 2010, ya que Umaru Yar'Ardua hubo de abandonar sus funciones por encontrarse hospitalizado en Arabia Saudí debido a una pericarditis. Finalmente, falleció el 5 de mayo de 2010.